# PGA Tour 2012
Navigation
Édition précédente Édition suivante
Le circuit de la PGA 2012 est le circuit nord-américain de golf qui se déroule sur l'année 2012. L’événement est organisé par la Professional Golfers' Association of America (PGA) dont la plupart des tournois se tiennent aux États-Unis.
La saison s'articule autour de quatre périodes : la saison dite régulière, composée de 37 tournois, se termine au terme du Wyndham Championship fin août. Cette période est ensuite suivie de quatre tournois composant les FedEx Cup Playoffs : ce sont le The Barclays, le Deutsche Bank Championship, le Championnat BMW et le The Tour Championship. Ces quatre tournois ne sont ouverts qu'aux joueurs les mieux classés à l'issue de la phase régulière. Le nombre de joueurs se réduit de tournoi en tournoi.
La troisième période s'ouvre après  le The Tour Championship. Appelée Fall Series, cette série de tournois est souvent ignorée par les meilleurs joueurs. Elle permet aux autres joueurs d'essayer de conserver leur carte pour la saison suivante en parvenant à terminer dans les 125 de la Money list ou d'obtenir une exemption de deux ans par le gain d'un tournoi.
La quatrième période se déroule en Asie et dans le Pacifique. Ces tournois n'entrent pas dans le calcul de la Money list.
La saison est composée de 50 tournois.

## Tournois
| Dates                     | Tournoi                                                | Lieu                                    | Vainqueur                  | Points |
| ------------------------- | ------------------------------------------------------ | --------------------------------------- | -------------------------- | ------ |
| 6 au 9 janvier            | Hyundai Tournament of Champions                        | Hawaii                                  | Steve Stricker             | 38     |
| 12 au 15 janvier          | Sony Open in Hawaii                                    | Hawaii                                  | Johnson Wagner             | 42     |
| 19 au 22 janvier          | Humana Challenge                                       | Californie                              | Mark Wilson                | 44     |
| 26 au 29 janvier          | Farmers Insurance Open                                 | Californie                              | Brandt Snedeker            | 48     |
| 2 au 5 février            | Waste Management Phoenix Open                          | Arizona                                 | Kyle Stanley               | 50     |
| 9 au 12 février           | AT&T Pro-Am                                            | Californie                              | Phil Mickelson             | 38     |
| 16 au 19 février          | Northern Trust Open                                    | Californie                              | Bill Haas                  | 62     |
| 22 au 26 février          | Championnat du monde de match-play                     | Arizona                                 | Hunter Mahan               | 76     |
| 22 au 26 février          | Mayakoba Golf Classic                                  | Mexique                                 | John Huh                   | 24     |
| 1 au 4 mars               | The Honda Classic                                      | Floride                                 | Rory McIlroy               | 50     |
| 8 au 11 mars              | Open de Porto Rico                                     | Porto Rico                              | Georges McNeill            | 24     |
| 8 au 11 mars              | WGC-Cadillac Championship                              | Floride                                 | Justin Rose                | 78     |
| 15 au 18 mars             | Transitions Championship                               | Floride                                 | Luke Donald                | 58     |
| 22 au 25 mars             | Arnold Palmer Invitational                             | Floride                                 | Tiger Woods                | 56     |
| 29 mais au 1er avril      | Shell Houston Open                                     | Texas                                   | Hunter Mahan               | 50     |
| 5 au 8 avril              | Masters de golf                                        | Géorgie                                 | Bubba Watson               | 100    |
| 12 au 15 avril            | RBC Heritage                                           | Caroline du Sud                         | Carl Pettersson            | 50     |
| 18 au 22 avril            | Valero Texas Open                                      | Texas                                   | Ben Curtis                 | 24     |
| 26 au 29 avril            | Zurich Classic of New Orleans                          | Louisiane                               | Jason Dufner               | 52     |
| 3 au 6 mai                | Wells Fargo Championship                               | Caroline du Nord                        | Rickie Fowler              | 58     |
| 10 au 13 mai              | The Players Championship                               | Floride                                 | Matt Kuchar                | 80     |
| 17 au 20 mai              | HP Byron Nelson Championship                           | Texas                                   | Jason Dufner               | 38     |
| 24 au 27 mai              | Crowne Plaza Invitational at Colonial                  | Texas                                   | Zach Johnson               | 50     |
| 31 mai au 3 juin          | Memorial Tournament                                    | Ohio                                    | Tiger Woods                | +9     |
| 7 au 10 juin              | FedEx St. Jude Classic                                 | Tennessee                               | Dustin Johnson             | 34     |
| 14 au 17 juin             | US Open de golf                                        | Californie                              | Webb Simpson               | 100    |
| 21 au 24 juin             | Travelers Championship                                 | Connecticut                             | Marc Leishman              | 46     |
| 28 juin au 1er juillet    | AT&T National                                          | Maryland                                | Tiger Woods                | 48     |
| 5 au 8 juillet            | Greenbrier Classic                                     | Virginie-Occidentale                    | Ted Potter Jr              | 48     |
| 12 au 15 juillet          | John Deere Classic                                     | Illinois                                | Zach Johnson               | 36     |
| 19 au 22 juillet          | The Open Championship                                  | Angleterre                              | Ernie Els                  | 100    |
| 19 au 22 juillet          | True South Classic                                     | Mississippi                             | Scott Stallings            | 24     |
| 26 au 29 juillet          | Canadian Open                                          | Canada                                  | Scott Piercy               | 36     |
| 2 au 5 août               | Reno-Tahoe Open                                        | Nevada                                  | J.J. Henry                 | 24     |
| 2 au 5 août               | WGC-Bridgestone Invitational                           | Ohio                                    | Keegan Bradley             | 76     |
| 9 au 12 août              | Championnat de la PGA                                  | Caroline du Sud                         | Rory McIlroy               | 100    |
| 17 au 20 août             | Wyndham Championship                                   | Caroline du Nord                        | Sergio García              | 42     |
| 23 au 26 août             | The Barclays                                           | New Jersey                              | Nick Watney                | 72     |
| 31 août au 3 septembre    | Deutsche Bank Championship                             | Massachusetts                           | Rory McIlroy               | 74     |
| 6 au 9 septembre          | Championnat BMW                                        | Indiana                                 | Rory McIlroy               | 70     |
| 20 au 23 septembre        | The Tour Championship                                  | Géorgie                                 | Brandt Snedeker            | 62     |
| 27 au 30 septembre        | Ryder Cup                                              | Illinois                                | Europe                     | n/c    |
| 4 au 7 octobre            | Justin Timberlake Shriners Hospitals for Children Open | Nevada                                  | Ryan Moore                 | 30     |
| 11 au 14 octobre          | Frys.com Open                                          | Californie                              | Jonas Blixt                | 24     |
| 18 au 21 octobre          | McGladrey Classic                                      | Géorgie                                 | Tommy Gainey               | 26     |
| 25 au 28 octobre          | CIMB Classic                                           | Selangor, Malaisie                      | Nick Watney                | 36     |
| 1 au 4 novembre           | WGC-HSBC Champions                                     | Shanghai, République populaire de Chine | Ian Poulter                | 64     |
| 8 au 11 novembre          | Children's Miracle Network Classic                     | Floride                                 | Charlie Beljan             | 24     |
| 29 novembre au 2 décembre | World Challenge                                        | Californie                              | Graeme McDowell            | 44     |
| 6 au 9 décembre           | Franklin Templeton Shootout                            | Floride                                 | Sean O’Hair et Kenny Perry | n/a    |